# Петров, Леонид Фёдорович
Леонид Фёдорович Петров (род. 17 марта 1928, Верхнеуральск, Челябинская область, РСФСР, СССР) — колхозник, Герой Социалистического Труда (1960).

## Биография
Родился в 1928 году в городе Верхнеуральске Челябинской области.
В 1941 году вступил в колхоз «Красный маяк», где стал работать прицепщиком и позднее трактористом. С 1946 года был машинистом экскаватора на Супрекском карьере. С 1948 по 1951 год служил в армии. В 1956 году по комсомольской путёвке приехал в Казахстан, где стал работать машинистом экскаватора в Соколовско-Сарбайском горно-обогатительном объединении Кустанайской области. В 1957 году стал бригадиром экскаваторной бригады.
За ударный труд на руднике был награждён в 1960 году званием Героя Социалистического Труда.
С 2006 года на пенсии.

## Награды
- Герой Социалистического Труда (1960).
- Орден Ленина (1960).
- Медали.

## Источник
- Қазақ Совет Энциклопедиясы, 9-том, Алматы — 1976, стр. 640.
- Герои Социалистического Труда — казахстанцы [Текст]: в 5 т/ сост.: А. Б. Бейсембаев и [др.]. — А.-А., 1970. — Т. 3. — С. 213—214
- «Календарь дат и событий Костанайской области» на 2008 год Архивная копия от 20 февраля 2017 на Wayback Machine, Костанайская областная универсальная научная библиотека им. Л. Н. Толстого, Информационно-библиографический отдел, 2007, стр. 37 — 38